# Goʻzal Xubbiyeva
Goʻzal Shavkatovna Xubbiyeva (russisch Гузель Шавкатовна Хуббиева, Gusel Schawkatowna Chubbijewa; engl. Transkription Guzel Khubbieva * 2. Mai 1976 in Taschkent, UsSSR, Sowjetunion) ist eine ehemalige usbekische Leichtathletin, die sich auf den Sprint spezialisiert hat.

## Sportliche Laufbahn
Erste internationale Erfahrungen sammelte Goʻzal Xubbiyeva im Jahr 1998, als sie bei den Asienmeisterschaften in Fukuoka im 100-Meter-Lauf mit 11,77 s den sechsten Platz belegte. Anschließend nahm sie erstmals an den Asienspielen in Bangkok teil und belegte dort in 11,59 s ebenfalls den sechsten Platz und gewann mit der usbekischen 4-mal-100-Meter-Staffel in 44,38 s die Silbermedaille hinter dem Team aus China. 2000 schaffte sie mit der Staffel die Qualifikation für die Olympischen Spiele in Sydney, bei denen sie mit 45,14 s aber den Finaleinzug verpasste. Im Jahr darauf startete sie bei den Hallenweltmeisterschaften in Lissabon im 60-Meter-Lauf und schied dort mit 7,61 s in der ersten Runde aus. Im Sommer nahm sie mit der Staffel an den Weltmeisterschaften in Edmonton teil, schied aber auch dort mit 45,99 s im Vorlauf aus. 2002 belegte sie bei den Asienmeisterschaften in Colombo in 11,82 s den vierten Platz über 100 Meter und erreichte im 200-Meter-Lauf in 24,15 s Rang fünf. Zudem gewann sie mit der Staffel in 44,85 s die Silbermedaille hinter dem Team aus China. Anschließend wurde sie bei den Asienspielen in Busan in 11,69 s Achte über 100 Meter und klassierte sich über 200 Meter mit 23,68 s auf dem fünften Platz. Des Weiteren gewann sie mit der Staffel in 44,32 s die Bronzemedaille hinter den Mannschaften aus China und Thailand.
2003 nahm sie erstmals in einem Einzelbewerb an den Weltmeisterschaften in Paris teil und schied dort über 100 Meter mit 11,42 s im Viertelfinale aus, während sie mit der usbekischen Stafette mit 45,74 s im Vorlauf scheiterte. Anschließend gewann sie bei den Asienmeisterschaften in Manila in 11,57 s die Bronzemedaille über 100 Meter hinter ihrer Landsfrau Lyubov Perepelova und Qin Wangping aus China und auch über 200 Meter sicherte sie sich in 23,63 s Bronze hinter Perepelova und der Chinesin Chen Lisha. Daraufhin siegte sie bei den Zentralasienspielen in Taschkent in 11,51 s bzw. 23,72 s über 100 und 200 Meter und belegte dann bei den Afro-Asiatischen Spielen in Hyderabad in 11,74 s den sechsten Platz im Einzelbewerb über 100 Meter sowie in 45,16 s auch mit der usbekischen 4-mal-100-Meter-Staffel. Im Jahr darauf nahm sie erneut an den Olympischen Spielen in Athen teil und erreichte dort über 100 Meter das Viertelfinale, in dem sie mit 11,35 s ausschied. 2005 gewann sie bei den Asienmeisterschaften im südkoreanischen Incheon in 11,56 s die Silbermedaille über 100 Meter hinter der Chinesin Qin Wangping und auch über 200 Meter gewann sie in 23,43 s die Silbermedaille, diesmal hinter der Sri Lankerin Damayanthi Dharsha. Bei den Leichtathletik-Hallenweltmeisterschaften 2006 in Moskau erreichte sie im 60-Meter-Lauf das Halbfinale und schied dort mit 7,33 s aus. Im September vertrat sie den asiatischen Kontinent beim Continental-Cup in Athen und erreichte dort über 100 Meter in 11,43 s Rang sieben und belegte über 200 Meter in 23,34 s Rang sechs. Anschließend siegte sie bei den Asienspielen in Doha in 11,27 s über 100 Meter und gewann über 200 Meter in 23,30 s die Silbermedaille hinter der Bahrainerin Ruqaya Al Ghasra.
2007 erreichte sie bei Weltmeisterschaften in Osaka über 200 Meter das Viertelfinale, in dem sie mit 23,28 s ausschied, während sie über 100 Meter mit 11,59 s im Vorlauf scheiterte. Im Jahr darauf schied sie dann bei den Hallenweltmeisterschaften in Valencia mit 7,27 s im Halbfinale über 60 Meter aus. Im Sommer nahm sie bereits zum dritten Mal den Olympischen Spielen in Peking teil und erreichte dort über 100 und 200 Meter jeweils das Viertelfinale. Über 100 Meter schied sie dort mit 11,49 s aus, während sie über die längere Distanz auf einen Start verzichtete. 2009 erreichte sie bei den Weltmeisterschaften in Berlin das Viertelfinale über 100 Meter, in dem sie mit 11,43 s ausschied, während sie über 200 Meter mit 23,61 s in der ersten Runde scheiterte. Daraufhin gewann sie bei den Hallenasienspielen in Hanoi in 7,39 s die Silbermedaille über 60 Meter hinter der Vietnamesin Vũ Thị Hương. Anschließend erreichte sie bei den Asienmeisterschaften in Guangzhou das Finale über 100 Meter, konnte dort aber nicht mehr an den Start gehen. 2010 gewann sie bei den Asienspielen ebendort in 11,34 s die Silbermedaille über 100 Meter hinter der Japanerin Chisato Fukushima und über 200 Meter sicherte sie sich in 23,87 s die Bronzemedaille hinter Fukushima und der Vietnamesin Vũ Thị Hương.
2011 feierte sie mit dem Sieg über 100 Meter bei den Asienmeisterschaften in Kōbe in 11,39 s einen ihrer größten Erfolge und qualifizierte sich damit ein weiteres Mal für die Weltmeisterschaften in Daegu, bei denen sie aber mit 11,46 s in der ersten Runde ausschied. Im Jahr darauf erreichte sie bei den Hallenweltmeisterschaften in Istanbul das Halbfinale über 60 Meter und schied dort mit 7,25 s aus. Über 100 Meter nahm sie im Sommer ein letztes Mal an den Olympischen Spielen in London teil und schied dort mit 11,22 s im Vorlauf aus. Bei den Leichtathletik-Asienmeisterschaften 2013 in Pune schied sie schlussendlich mit 11,87 s in der Vorrunde über 100 Meter aus und beendete daraufhin im Alter von 37 Jahren ihre Karriere als Leichtathletin.
2011 wurde Xubbiyeva usbekische Meisterin im 100-Meter-Lauf sowie 2013 Hallenmeisterin über 60 Meter.

## Persönliche Bestzeiten
- 100 Meter: 11,20 s (+2,0 m/s), 1. Juni 2007 in Almaty
  - 60 Meter (Halle): 7,19 s, 2. Februar 2005 in Samara (usbekischer Rekord)
- 200 Meter: 23,16 s, 1. Juli 2004 in Manila
  - 200 Meter (Halle): 23,97 s, 1. März 2005 in Tianjin